# Zamek Achnacarry
Zamek Achnacarry (ang. Achnacarry Castle) − zamek w miejscowości Achnacarry, w jednostce administracyjnej Highland, w Szkocji. Gniazdo rodowe Klanu Cameron. Właścicielem obiektu jest Donald Cameron − XXVII Naczelnik klanu.

## Położenie
Zamek położony jest we wsi o tej samej nazwie, około 24 km od Fort William, w górzystej krainie Highlands. Usytuowany jest na przesmyku pomiędzy Loch Lochy a Loch Arkaig.

## Historia
Obecna budowla stoi na miejscu zamku wybudowanego około 1655 roku przez Ewana Camerona, XIII Naczelnika Klanu Cameron. Został on spalony i zdewastowany w maju 1746 roku przez wojska angielskie i wspierający ich Klan Munro, gdy walczący po stronie jakobitów Cameronowie zostali po bitwie pod Culloden zmuszeni do ucieczki w góry. Przez ponad 50 lat pozostawał w ruinie.
Na miejscu dawnego zamku w 1802 roku Donald Cameron (XXII Naczelnik) zbudował rezydencję w szkockim nurcie stylu neogotyckiego według projektu Jamesa Gillespie'ego. Choć nie była ona budowlą obronną, tradycyjnie określana jest "zamkiem".
We wrześniu 1873 roku na zamku gościła królowa Wiktoria.
Podczas II wojny światowej Cameronowie oddali posiadłość do dyspozycji Armii Brytyjskiej. W 1942 roku Dowództwo Operacji Połączonych założyło tu główny ośrodek szkoleniowy oddziałów Commando − Commando Basic Training Centre − stąd budowla zwana jest też "Zamkiem Komandosów" (Commando Castle). Do 1945 roku w jej murach i na okolicznych poligonach przeszkolono około 25 000 komandosów z Wielkiej Brytanii i państw sojuszniczych. W 1943 roku wojsko zaprószyło ogień, który strawił częściowo wnętrze i dach budynku. Ośrodek został zamknięty w marcu 1946 roku, po czym Achnacarry zostało zwrócone właścicielom.
W 2001 roku na zamku zorganizowany został pod przewodnictwem sir Donalda H. Camerona (XXVI Naczelnik) zjazd członków Klanu Cameron z całego świata.